# Māris Štrombergs
Māris Štrombergs (Valmiera, 10 de março de 1987) é um ciclista de BMX profissional letão. Nos Jogos Olímpicos de Verão de 2008 em Pequim, ele se tornou o primeiro campeão olímpico no ciclismo BMX. No início daquele ano, venceu o Campeonato Mundial de BMX. Em 2012, Štrombergs prolongou seu título olímpico ao conquistar a medalha de ouro nos Jogos Olímpicos de Londres.